# Eugenio Latapí Rangel
Eugenio Latapí Rangel nació el 18 de julio de 1868 en Texcoco, y murió el 21 de noviembre de 1944 en la Ciudad de México.
Fue un eminente médico y maestro de Dermatología. Estudió en la Facultad de Medicina de la UNAM, posteriormente se especializó en dermatología en París, y fue profesor de fisiología, llegando a ser un eminente cirujano. Considerado como uno de los mejores dermatólogos en la historia de la medicina en México; fue profesor de la Escuela Normal y fundó la Inspección Médica Escolar. Como otra de sus actividades relevantes en el mundo de la ciencia, en 1903 enseñó acústica en el Conservatorio Nacional de Música.
Fue miembro del Consejo Superior de Educación Pública, habiendo sido el médico que inició en el país la cédula sanitaria (hoy Tarjeta de Salud).
Gran parte de su trabajo fue como Profesor de dermatología en la UNAM, en el cual tuvo varias condecoraciones por sus aportaciones como docente.
Como reconocimiento a su trayectoria médica una Policlínica en la calle de Guatemala de la Ciudad de México, lleva su nombre.
Se informa que su hijo el Dr. Eugenio Latapí Estévez (1915-1994) continuó con la dermatología pero, en el estado de Veracruz al igual que sus investigaciones sobre el vitiligo y el cáncer de piel.

## Honores
- Presidente de la Sociedad Mexicana de Dermatología.

### Eponimia
- Policlínico, en la calle de Guatemala de la Ciudad de México.

- Datos: Q5850519